# Assurinis do Tocantins
Os assurinis do Tocantins (também conhecidos como Assurini do Trocará, Akuáwa ou Akuáwa-Asurini) são um povo indígena brasileiro localizado no Pará. Em 1994, sua população estimada era de 225 pessoas. Em 2001, tal grupo contava com 303 indivíduos.
Falam a língua Assurini do Tocantins, da família tupi-guarani.